# 생물농축
생물농축(生物濃縮, 영어: biomagnification)은 내성이 있는 생물체 조직 내에서 연이어 높은 수준의 먹이 사슬을 통한, 살충제와 같은 독성 물질의 농축이다. 환경 프로세스에 의해 물질이 분해되지 않는 지속성, 먹이 사슬에 따라 점진적으로 물질의 농축 정도가 증가하는 먹이 사슬 에너지대사, 대부분이 물의 불용해성에 기인한 낮은 비율의 물질 배출의 결과로 발생한다.

## 같이 보기
- 어류의 수은 농축